# Pico Urro
El pico Urro (Picu l'Hurru o Penamanteiga en asturleonés) es la cima de la sierra de la Manteca, en la cordillera Cantábrica. Está situado en el concejo español de Belmonte de Miranda (Asturias), entre las parroquias de Agüera y Las Estacas. Cuenta con una altura de 1522 m s. n. m. Se encuentra entre las cuencas de los ríos Pigüeña y Narcea. Forma parte del Lugar de importancia comunitaria Peña Manteca-Genestaza.
Considerada la cumbre más representativa y de más fácil acceso de la sierra de la Manteca, desde el Pico Urro pueden verse el Miro la Chana, los Calastros de Posadoiro o el Sotambio.